# کارولین کاسی
کارولینا کاسی (به انگلیسی: Caroline Cossey) (زاده۳۱ اوت ۱۹۵۴) بازیگر اهل انگلستان است.
او یک زن ترنس است.